# Bayʿa
Bayʿa (in arabo بَيْعَة‎?), letteralmente "vendere", nella terminologia politico-giuridica islamica indica un accordo di sottomissione a un leader, che ne implica il riconoscimento come tale. 
L'atto viene per la prima volta documentato in occasione della sottoscrizione di alleanza fra Maometto e alcuni emissari di Yathrib, nel corso della Prima e della Seconda ʿAqaba, rispettivamente due anni prima e un anno prima dell'Egira.
La bayʿa impegnava una parte a riconoscere la supremazia, politica e spirituale, di una persona e costituiva un atto giuridicamente obbligatorio (sharṭ), senza il quale questa sorta di contratto era giudicato come inesistente e non in grado di svolgere alcun effetto.
In alcune tradizioni sufi, il significato della bay'a è quello di riconoscersi discepolo di un maestro spirituale (Pīr, sceicco o dede), in cambio di una più approfondita conoscenza che questi gli rivelerà progressivamente.

## Labayʿanella storia islamica
Il primitivo significato di riconoscere la superiorità e la guida di Maometto quale profeta ultimo, inviato da Allah all'umanità per indicarle la sua volontà e quindi il bene e la possibilità di lucrare la salvezza eterna ubbidendogli, si espresse in modo chiaro non solo nella Prima e nella Seconda ʿAqaba, ma anche in margine all'Accordo di al-Hudaybiyya, nel cosiddetto "Giuramento sotto l'albero" ( bayʿat al-ridwān ). Più tardi, il califfo (in veste di vicario di Maometto - Khalīfa per l'appunto -, limitatamente alla sua suprema capacità di guida politica della Umma), riceveva la bayʿa da parte dei sudditi, come elemento costitutivo del suo diritto-dovere di ricoprire legittimamente la suprema magistratura islamica e di amministrare la Umma. 
La sottoscrizione dell'accordo avveniva originariamente con la palmata tra il Califfo e un rappresentante dei sudditi. Successivamente, l'accordo fu stabilmente sancito all'interno del palazzo califfale, alla presenza di almeno due validi testimoni, spesso appartenenti alla classe dei dotti.